# ケンブリッジ天文台

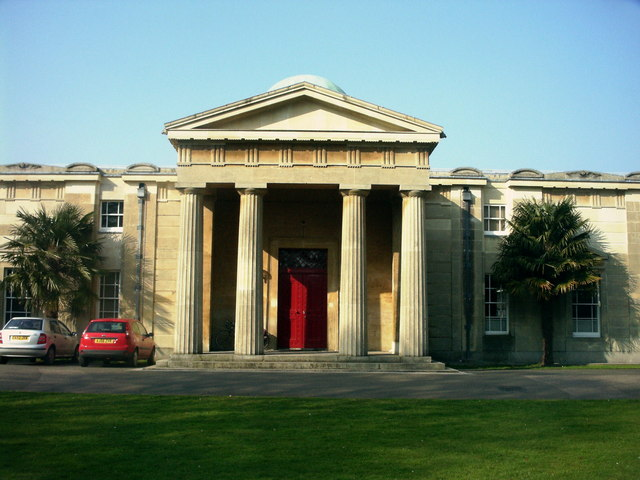
Doric portico、天文台の入り口

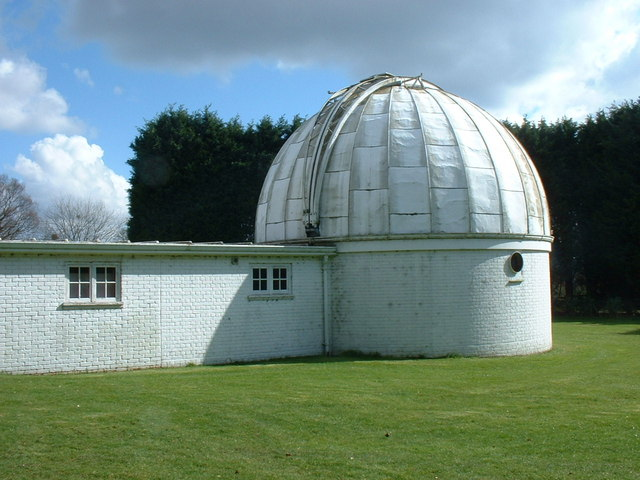
反射望遠鏡のドーム

ケンブリッジ天文台（-てんもんだい、Cambridge University Observatory）またはケンブリッジ大学天文台は、イギリスの天文台。ケンブリッジ大学の附属施設である。

## 概要
1823年に設立され、現在ではケンブリッジ大学天文学研究所 (Institute of Astronomy, Cambridge) の一部門となっている。近年は光害の影響を受けており、また観測機器も現代の標準からすると小型であるが、36インチ反射望遠鏡は恒星の視線速度の研究に、その他の観測機器も天文台の広報活動などに活用されている。

## 設備
| 望遠鏡                     | 開設年   | 運用状況 | 備考                                        |
| -------------------------- | -------- | -------- | ------------------------------------------- |
| Three-Mirror Telescope     | 1986     | 運用中   |                                             |
| 36インチ反射望遠鏡         | 1955     | 運用中   | 恒星の視線速度測定に使用                    |
| 17インチシュミット式望遠鏡 | 1950年代 | 運用終了 |                                             |
| Thorrowgood Telescope      | 1929     | 運用中   | 10月から3月にかけての晴れた水曜日の夜に公開 |
| Northumberland Telescope   | 1833     | 運用中   | 10月から3月にかけての晴れた水曜日の夜に公開 |